# Pierre Hector Chanut
Pierre Hector Chanut, född 22 februari 1601 i Riom i Frankrike, död 3 juli 1662 i Livry-sur-Seine, var en fransk ämbetsman och diplomat.
Chanut var ämbetsman i Auvergne, när han 1646 fick uppdraget av kardinalen och premiärministern Jules Mazarin att representera Frankrike vid hovet i Sverige.  Han vistades 1646–1649 i Stockholm samt i Osnabrück, där han deltog i fredsförhandlingarna som ledde till Westfaliska freden 1648. 1651 avreste Chanut till Lübeck för att på en kongress där söka medla fred mellan Sverige och Polen. Detta misslyckades dock och 1653 kom Chanut tillbaka till Stockholm. Han avreste dock snart därpå till Nederländerna, där han var ambassadör fram till 1655.
En stor del av Chanuts korrespondens finns bevarad i Bibliotèque nationale i Paris.
Han gifte sig 1626 med Marguerite Clerselier, som var syster till filosofen Claud Clerselier, och hade åtta barn.
En stor del av Chanuts korrespondens finns bevarad i Bibliotèque nationale i Paris.